# Trattato di Corbeil (1258)

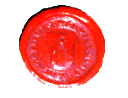
Sigillo di Guillaume de Roquefeuil ambasciatore di Giacomo d'Aragona

Il trattato di Corbeil fu un accordo stipulato l'11 maggio 1258, a Corbeil (oggi Corbeil-Essonnes), nell'Île-de-France, tra il re di Francia, Luigi IX, ed il Re di Aragona, Giacomo I di Aragona.

## Descrizione
Con il trattato il sovrano francese, quale erede di Carlomagno, rinunciava alla pretensione storica di sovranità feudale sulla Contea di Barcellona e sulle altre contee catalane, indipendenti dalla fine del X secolo.
Giacomo I rinunciò a rivendicare i suoi diritti su Fenouillet-du-Razès e su Peyrepertuse, lasciando così le fortezze di Puilaurens, Fenouillet, Caudiès-de-Fenouillèdes, Peyrepertuse e di Quéribus a Luigi IX; inoltre rinunciò a Tolosa, Saint-Gilles, Quercy, Narbona, Albi, Carcassonne (parte della contea di Tolosa fino al 1213), Rasès, Béziers, Lauragais, Termes e Ménerbes, quest'ultimo dato in feudo a Roger III di Béziers; e ancora a Agde e Nîmes (dove i visconti di queste città erano vassalli dei conti di Barcellona dal 1112), Rouergue, Millau e Gévaudan, ereditate dalla contessa Dolce I di Provenza. Rimasero sotto il dominio di Giacomo I la viscontea di Carlat e la signoria di Montpeller con la baronia di Aumelas.
Giacomo, all'atto della firma del trattato, rifiutò di rinunciare ai suoi diritti feudali sulla Contea di Foix, visto che questa non sarebbe stata posta sotto il controllo del Re di Francia.
Nell'accordo venne anche sancito il matrimonio tra Isabella, figlia di Giacomo I, e Filippo, erede al trono di Francia.
Il 17 luglio, il re aragonese rinunciò ai suoi diritti ereditari sulla Contea di Provenza (allora un feudo imperiale) a favore di Margherita, figlia di Raimondo Berengario IV, conte di Provenza, suo zio (morto nel 1245) e moglie del re di Francia.
L'effetto di questo trattato fu l'estromissione del Re spagnolo dagli affari dell'odierno sud della Francia, ed inoltre questo favorì il passaggio della Provenza nelle mani dei Valois, che fece confluire questa regione nel regno di Francia.
(Estratto dal trattato)